# Миранда, Мария Фелисиана де лос Анхелес
Мария Фелисиана де лос Анхелес Миранда (исп. María Feliciana de los Ángeles Miranda; 21 декабря 1785—1812) — сальвадорская революционерка. Молодая девушка из колониального Сальвадора, она с сестрой Мануэлой Мирандой активно участвовала в первом восстании 1811 года против испанских колониальных властей. Эта попытка провалилась, Миранда была схвачена, приговорена к истязаниям и принудительным работам. В конце концов она умерла в застенках — то ли от пыток, то ли от болезни. Правительство независимого Сальвадора признало её героиней борьбы за независимость.

## Биография
Мария де лос Анхелес Миранда родилась в Сальвадоре в конце XVIII века. В то время Сальвадор входил в состав Генерал-капитанства Гватемала, колониального департамента Испанской империи. В то время империя находилась в состоянии смуты, ослабленная чрезмерно разросшейся бюрократией и войнами в Европе, в то время как успех Американской революции доказал, что колонии могут обрести независимость от своих метрополий. Когда во время Наполеоновских войн Испания была оккупирована французскими и британскими армиями, способность испанского правительства сохранять контроль над своими колониями была подорвана, что ещё больше укрепило силы, выступавшие за независимость в Америке. К 1810 году напряжённость между испанской колониальной властью, ее сторонниками и силами, выступающими за независимость, грозила перерасти в вооруженную борьбу; в конечном итоге Миранда включилась в движение за независимость.
До 1811 года Миранда была крестьянкой, проживавшей в сельской местности на севере центральной части Сальвадора. 5 ноября 1811 года в Сан-Сальвадоре произошёл крупный протест против колониального правительства, давший старт борьбе за независимость во главе с медиком Сантьяго Хосе Селисом, генералом Мануэлем Хосе Арсе, священниками Хосе Матиасом Дельгадо и братьями Агиларами. Толпа потребовала смещения колониальных чиновников и полной самостоятельности Сальвадора от Испании. Весть о восстании распространилась по стране, и Мария Фелисиана де лос Анхелес со своей сестрой Мануэлой Мирандой присоединились к движению за независимость. Вместе с другими бунтовщиками они распространяли вести о волнениях и призывали ко всеобщему восстанию против роялистов, взяв в итоге город Сенсунтепеке под свой контроль в декабре 1811 года.
Несмотря на первоначальные успехи, повстанцы, выступавшие за независимость, в конечном итоге были подавлены колониальными властями. Многие, включая сестер Миранда, были арестованы и заключены в тюрьму колониальными властями. После пленения Мария Миранда была заключена вместе с другими повстанцами в Форталеса-де-Сан-Фернандо в Гондурасе, хотя позже её перевели в монастырь Сан-Франциско в городе Сан-Висенте-де-Аустриа-и-Лоренсана. Испанцы приговорили сестёр к публичному бичеванию (ста ударам плетью) и принудительным работам в качестве бесплатной прислуги в доме приходского священника Мануэля Антонио де Молины, в то время ярого происпанского монархиста (несмотря на свою рьяную службу короне на протяжении почти всей войны сальвадорских патриотов с империей, он в итоге станет одним из подписавших Акт о независимости).
Спустя несколько месяцев испанские власти вернули их в Сальвадор, чтобы привести в исполнение публичную порку. В начале 1812 года Марию Миранду и её сестру вывели на центральную площадь Сан-Висенте и на глазах у толпы высекли по 100 раз каждую. Мария так и не оправилась и вскоре умерла. Согласно традиции, Мария де лос Анхелес Миранда скончалась из-за продолжавшихся пыток, хотя испанский военно-морской врач утверждал, что причиной был недуг. Иногда ошибочно указывается, что она была казнена.
После обретения Сальвадором независимости Миранду чествовали как одну из первых революционерок и патриоток. Её патриотизм побудил Лигу женщин Сальвадора и другие организации гражданского общества этой центральноамериканской страны добиваться её посмертного признания, и 30 сентября 1976 года Законодательное собрание Сальвадора назвало ее «Героиней Отечества», а в 2003 году её имя было добавлено к открытому в следующем году Памятнику Свободе в Сан-Сальвадоре. Её аллегория появляется на картине чилийца Луиса Вергары Аумады (1917—1987), отражающей события 5 ноября 1811 года и выставленной на одной из стен Зала почета Президентского дома Сальвадора.